# 1834
1834 (số La Mã: MDCCCXXXIV) là một năm thường bắt đầu vào thứ Tư trong lịch Gregory.

## Sự kiện

### Tháng 7
- 24 tháng 7 – Chiến tranh Tự do kết thúc

## Sinh
- 27 tháng 6 – Nguyễn Phúc Phương Trinh, phong hiệu Phú Hậu Công chúa, công chúa con vua Minh Mạng (m. 1886).
- 27 tháng 6 – Nguyễn Phúc Hòa Thận, phong hiệu Định Thành Công chúa, công chúa con vua Minh Mạng (m. 1860).
- 4 tháng 8 – John Venn, nhà toán học người Anh (m. 1923).
- 25 tháng 10 – Nguyễn Phúc Hồng Tố, tước phong Hoằng Trị vương, hoàng tử con vua Thiệu Trị (m. 1922).
- 18 tháng 11 – Carl Benjamin Klunzinger, bác sĩ, nhà động vật học người Đức (m. 1914).